# Associazione Olimpica delle Bahamas
Il Comitato Olimpico delle Bahamas (noto anche come Bahamas Olympic Committee, ex Bahamas Olympic Association in inglese) è un'organizzazione sportiva , nata il 1952 a Nassau, Bahamas.
Rappresenta questa nazione presso il Comitato Olimpico Internazionale (CIO) dal 1952 ed ha lo scopo di curare l'organizzazione ed il potenziamento dello sport nelle Bahamas e, in particolare, la preparazione degli atleti bahamensi, per consentire loro la partecipazione ai Giochi olimpici. L'associazione è, inoltre, membro dell'Organizzazione Sportiva Panamericana.
L'attuale presidente dell'organizzazione è Wellington Miller, mentre la carica di segretario generale è occupata da Rommell Knowles.